# سبخة غزيل
سبخة غزيل أخفض نقطة في ليبيا على انخفاض 47 مترا (154 قدما) تحت سطح البحر، وتقع جنوب شرق خليج السدرة في محافظة الواحات شمال شرق ليبيا. المنطقة جافة اليوم ولكن كانت مغمورة بالمياه في مرحلة الهولوسين الرطبة.